# Richard Divila

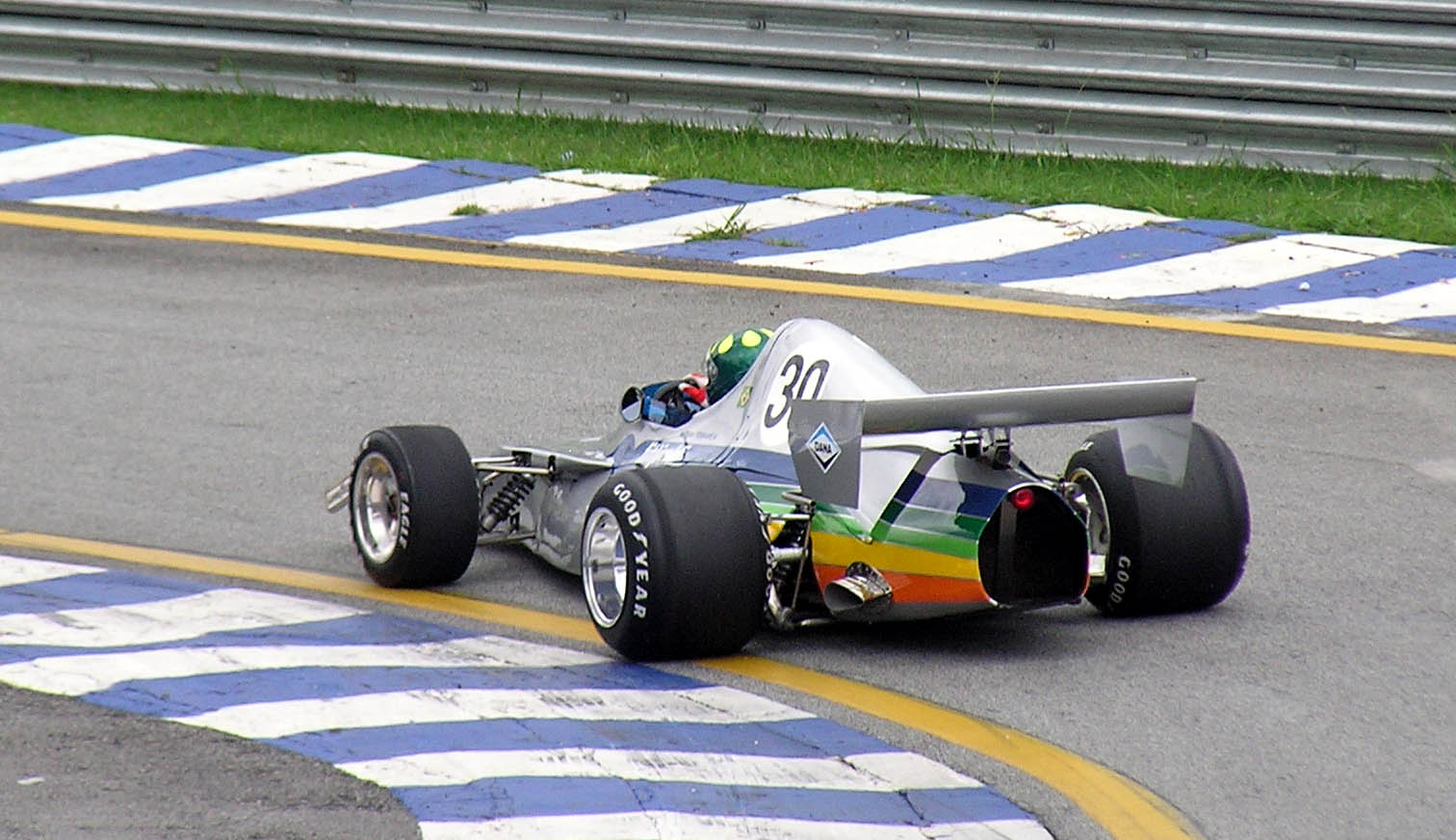
Fittipaldi FD-01, primer monoplaza de F1 de Fittipaldi Automotive y de Divila.

Ricardo Ramsey "Richard" Divila (São Paulo, 30 de mayo de 1945-Magny-Cours, 25 de abril de 2020) fue un diseñador e ingeniero brasileño de automovilismo. Trabajó en Fórmula 1 y automóviles deportivos de competición, entre otras categorías.

## Carrera
Nació en São Paulo. Tuvo una relación muy estrecha con Wilson y Emerson Fittipaldi. Comenzó diseñando Fórmula Vee y varios automóviles deportivos para ellos en Brasil en la década de 1960. Cuando los hermanos establecieron el equipo de Fittipaldi Automotive/Copersucar en Fórmula 1, se convirtió en el director técnico y diseñó los primeros cuatro autos del equipo. Estos cuatro tenían el nombre «FD» basado en «F» de Fittipaldi y «D» de Divila. Luego dejó el puesto de diseñador a Giacomo Caliri y Dave Baldwin pero permaneció con el equipo hasta que se cerró en 1982.
Posteriormente, trabajó para muchos equipos en muchos campeonatos, en particular con Ligier en la Fórmula 1 y con Nissan en varias series de autos deportivos. Entre 1988 y 1989 diseñó un monoplaza de F1 para Lamberto Leoni, un expiloto que tenía la intención de ingresar a su equipo First Racing en la temporada 1989. Aunque el equipo tenía contratos con Judd y Pirelli como proveedores de motores y neumáticos, y con Gabriele Tarquini como piloto, no compitió ese año. Sería su último monoplaza de F1 diseñado. Sus diseños fueron alterados para convertirse en el L190 manejado por el efímero Life Racing Engines.
Desde la década de 1990, trabajó para algunos equipos japoneses de series de vehículos con techo como Nismo, SARD y Dome, así como en el equipo Apomatox de Fórmula 3000 y con Courage en Le Mans.
Murió en Magny-Cours (Francia) el 25 de abril de 2020, a los 74 años, tras un accidente cerebrovascular.